# Agence de Développement de Sèmè City
L’Agence de Développement de Sèmè City en abrégé ADSC est un établissement à vocation sociale, technique et scientifique, de nature spécifique. Elle relève de la tutelle de la présidence de la république du Bénin. À sa tête se trouve Claude Borna qui en est la directrice générale depuis août 2017,,,,,,.

## Composition, attributions, organisation et fonctionnement
Constituée selon le décret N° 217-440 du 31 août 2017, l'Agence de Développement de Sèmè City (ADSC) est une entité publique qui possède sa propre personnalité juridique et une autonomie financière,.

## Mission et attributions

### Mission
L'objectif principal de l'Agence de Développement de Sèmè City est de concevoir, planifier et promouvoir une ville intelligente et durable qui se concentre sur l'innovation et le savoir. Son rôle est de créer un environnement stimulant qui favorise une synergie renforcée entre l'éducation, la recherche et l'entrepreneuriat, afin de répondre aux besoins en compétences du marché africain,,,,,.

### Attributions
L'Agence de Développement de Sèmè City a les objectifs spécifiques suivants,,, :
Dans le domaine de l'enseignement et de la formation :
- développer une offre éducative de qualité, multilingue, répondant aux différents besoins en formation diplômante ou qualifiante, formation professionnelle et technique, et formation continue ;
- développer une offre éducative de qualité, multilingue, répondant aux différents besoins en formation diplômante ou qualifiante, formation professionnelle et technique, et formation continue ;
- soutenir des programmes multidisciplinaires et des pédagogies innovantes, que ce soit en présentiel ou à distance, en exploitant les technologies éducatives numériques ;
- promouvoir des programmes d'études axés sur la pratique, en offrant des expériences professionnelles pendant la formation, en lien avec les besoins du marché de l'emploi et de l'économie.

Dans le domaine de la recherche et du développement :
- promouvoir des travaux de recherche axés sur l'identification et la résolution de problèmes communautaires ;
- encourager activement les partenariats entre les instituts d'enseignement supérieur, les centres de recherche et les entreprises, tant au niveau national qu'international.

Dans le domaine de l'incubation et de l'entrepreneuriat :
- soutenir le développement et la commercialisation d'idées novatrices et de produits/services issus de la recherche appliquée, ayant un impact économique et social significatif ;
- définir des règles claires sur les droits de propriété intellectuelle et mettre en place des systèmes de partage pour faciliter le transfert des connaissances ;
- promouvoir l'acquisition de compétences transversales, notamment la formation aux compétences relationnelles critiques et aux fondamentaux de l'entreprise.

## Organisation et fonctionnement

### Organe d'Administration
L'Agence de Développement de Sèmè City est gérée par un Conseil d'Administration composé de sept (07) membres, dont,:
- deux représentants de la présidence de la République;
- le ministre de l'Enseignement Supérieur et de la Recherche Scientifique ou son représentant;
- le ministre de l'Économie et des Finances ou son représentant;
- le ministre du Plan et du Développement ou son représentant;
- le ministre du Cadre de vie et du Développement durable ou son représentant;
- le président de l'Académie nationale des Sciences, des Arts et des Lettres du Bénin ou son représentant.

Le conseil d'administration est présidé par l'un des représentants de la présidence de la république. Les membres du conseil d'administration sont nommés par décret lors d'une réunion du conseil des ministres, sur proposition des entités représentées, pour un mandat initial de trois (03) ans, renouvelable une (01) fois.

### Organe de gestion
L'Agence de Développement de Sèmè City est dirigée par un Directeur Général qui est nommé par décret lors d'une réunion du conseil des ministres, sur proposition du Président de la République. Le Directeur Général est responsable de la gestion quotidienne de l'agence,,,.

## Siège
L'adresse principale de l'Agence de Développement de Sèmè City est située à Cotonou,.